# 讹勃遇
讹勃遇（11世纪？—1082年），西夏官员，夏惠宗时军事首领，党项族。
讹勃遇担任副统军。大安八年（1082年）五月，惠宗母太后梁氏计划集兵兴州，议大举攻打北宋，受命与都统军嵬名妹精嵬率兵数万攻入环庆，掠夺淮安镇，被宋朝守将张守约合诸路兵所败，与首领三十八人全都阵亡，丢失铜印及兵符军书器械无计。